# Archeonothrus natalensis
Archeonothrus natalensis är en kvalsterart som beskrevs av Trägårdh 1906. Archeonothrus natalensis ingår i släktet Archeonothrus och familjen Acaronychidae. Inga underarter finns listade i Catalogue of Life.